# میکینگ (کنتاکی)
میکینگ (به انگلیسی: Mayking) یک منطقهٔ مسکونی در ایالات متحده آمریکا است که در کنتاکی واقع شده‌است. میکینگ ۴۸۷ نفر جمعیت دارد و ۳۶۶٫۹۸ متر بالاتر از سطح دریا واقع شده‌است.